# Ichthyodes bisignifera
Ichthyodes bisignifera är en skalbaggsart som först beskrevs av Francis Polkinghorne Pascoe 1867.  Ichthyodes bisignifera ingår i släktet Ichthyodes och familjen långhorningar. Inga underarter finns listade i Catalogue of Life.